# پایگاه پارک جهانی
پایگاه پارک جهانی، یک پایگاه سالانه غیر دولتی در دماغه اوانس (به انگلیسی: Cape Evans) در جزیره راس واقع در وابسته راس بود. سازمان بین‌المللی صلح سبز این پایگاه را در سال ۱۹۸۷ با هدف فشار بر کشورهای عضو سیستم پیمان جنوبگان برای تعیین جنوبگان به عنوان یک پارک جهانی (منطقه حفاظت‌شده فرامرزی) تأسیس کرد. این کار باعث می‌شد تا کل منطقه جنوبگان از فعالیت‌های اقتصادی و آلودگی ناشی از آن در امان باشد و فقط بتوان تحقیقات علمی انجام داد. صلح سبز این پایگاه را در سال ۱۹۹۲ بست.
نگرش رسمی بین کشورهای عضو سیستم پیمان جنوبگان، نادیده گرفتن پایگاه پارک جهانی و ندادن هیچگونه کمکی به آن بود. اگرچه نیوزیلند که بر وابسته راس ادعای مالکیت دارد به کمک‌رسانی در مواقعی جان کسی در خطر باشد متعهد شده بود.